# Ciudad Universitaria de Caracas

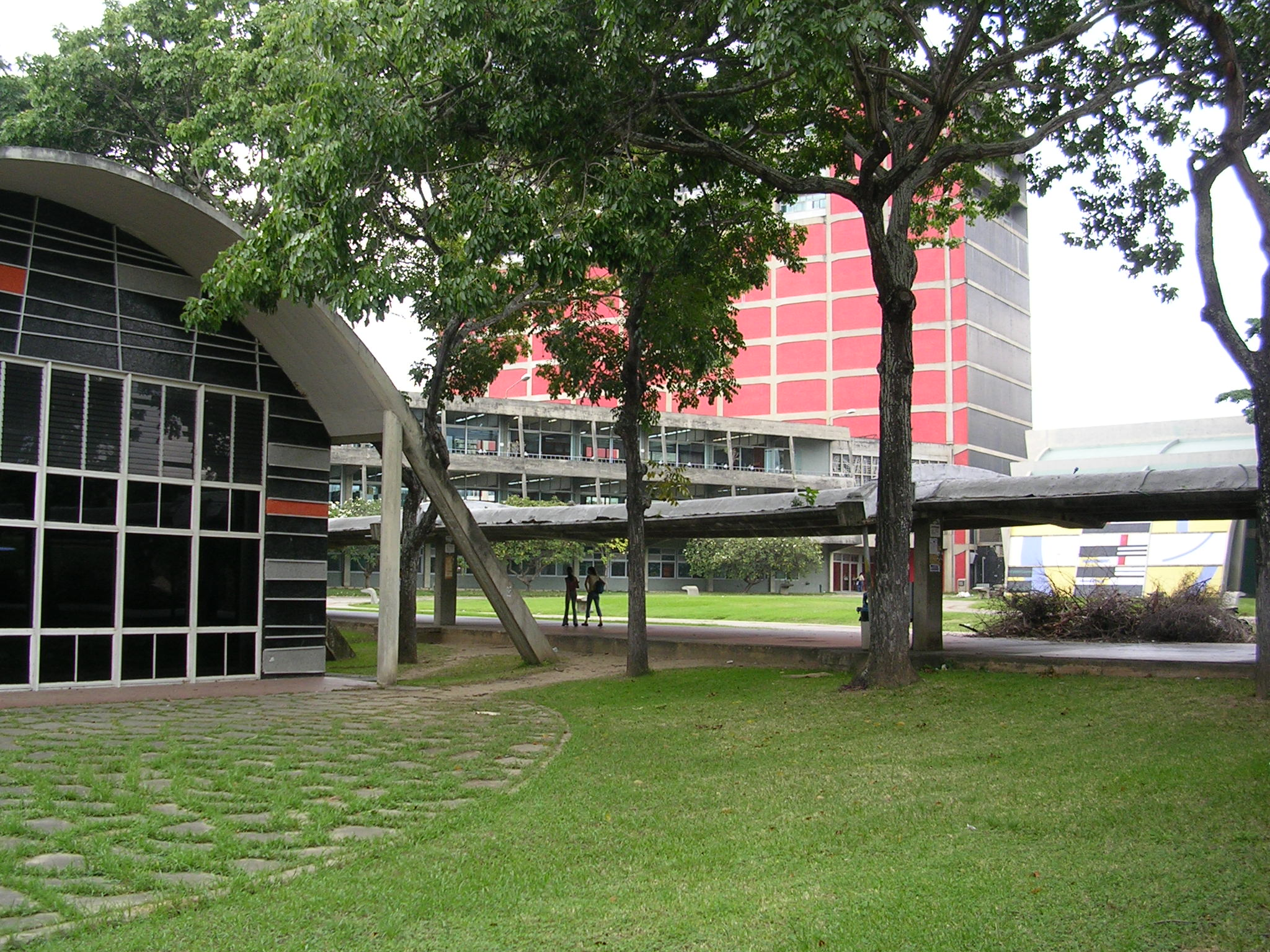
Ciudad Universitaria de Caracas: Centrale bibliotheek (midden) uit 1954

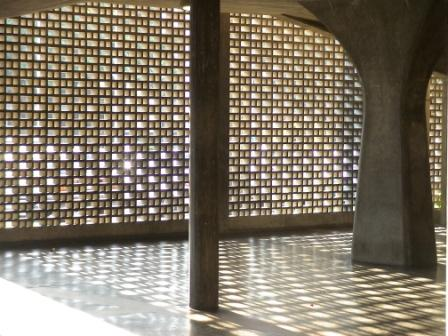
Passage Plaza Cubierta

Ciudad Universitaria de Caracas is de campus van de Centrale Universiteit van Caracas, de Universidad Central de Venezuela (UCV) in de Venezolaanse hoofdstad Caracas.

## Geschiedenis
De Ciudad Universitaria de Caracas is de belangrijkste campus van de universiteit in Caracas. Het complex werd ontworpen door de Venezolaanse architect Carlos Raúl Villanueva (1900-1975). Het uit veertig gebouwen bestaande complex, gebouwd in een stijl die is beïnvloed door Bauhaus en gerealiseerd tussen 1944 en 1960, alsmede de vele bijdragen van Venezolaanse en internationale kunstenaars werd in 2000 opgenomen in de werelderfgoedlijst van de UNESCO.

## Overige voorzieningen
Tot het complex behoren eveneens:
- het Olympisch Station, El Estadio Olímpico de la UCV van Villanueva (1951)
- het Universiteitsstadion, El Estadio de Béisbol de la UCV van Villanueva (1951)
- het concertgebouw, de Aula Magna van Villanueva (1952/53)
- de botanische tuin, de Jardín botánico de la USV (1944)

## Lijst van uitgenodigde kunstenaars
- Hans Arp ( Frankrijk) : sculptuur Cloudshepherd 1953 Plaza Cubierta
- André Bloc ( Frankrijk)
- Alexander Calder ( Verenigde Staten): Acoustic Clouds 1953 in de Aula Magna
- Wifredo Lam ( Cuba)
- Henri Laurens ( Frankrijk) : sculptuur L'Amphion 1953
- Fernand Léger ( Frankrijk) : mozaïek Bimural 1953 en glas-in-lood-venster
- Baltasar Lobo ( Spanje) : sculptuur Maternidad 1953
- Antoine Pevsner ( Rusland) : sculptuur Projection Dynamique 30° 1951
- Sophie Taeuber-Arp ( Zwitserland)
- Victor Vasarely ( Hongarije) : mozaïek Tribute to Malevitch 1954
- Miguel Arroyo ( Venezuela)
- Armando Barrios ( Venezuela) : klok en mozaïek op de Plaza del Rectorado
- Omar Carreño ( Venezuela)
- Carlos González Bogen ( Venezuela)
- Pedro León Castro ( Venezuela)
- Mateo Manaure ( Venezuela) : mozaïek 1953 en mozaïek Centrale Bibliotheek
- Francisco Narváez ( Venezuela) : sculpturen El Atleta, La Educación en La Ciencia, alsmede een fresco in de Capilla Universitaria
- Pascual Navarro ( Venezuela) : mozaïek
- Alirio Oramas ( Venezuela)
- Alejandro Otero ( Venezuela): gevelversiering Facultad Ingenieria en gevelmozaïek Facultad Arquitectura
- Héctor Poleo ( Venezuela)
- Braulio Salazar ( Venezuela)
- Jesús Rafael Soto ( Venezuela) : kinetisch object bij de Facultad de Arquitectura y Urbanismo
- Víctor Valera ( Venezuela) : mozaïek 1956
- Oswaldo Vigas ( Venezuela)

## Fotogalerij

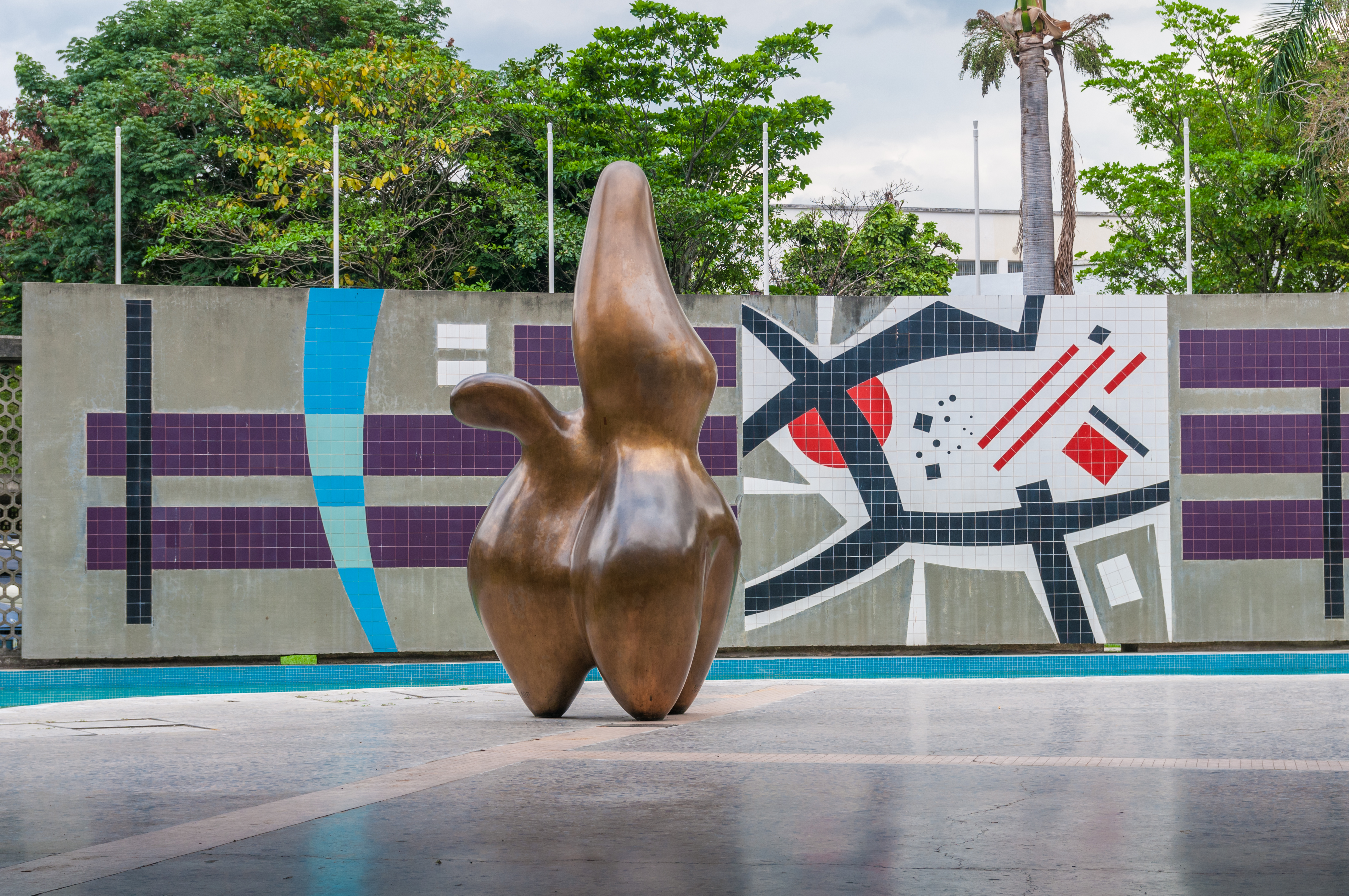
Hans Arp
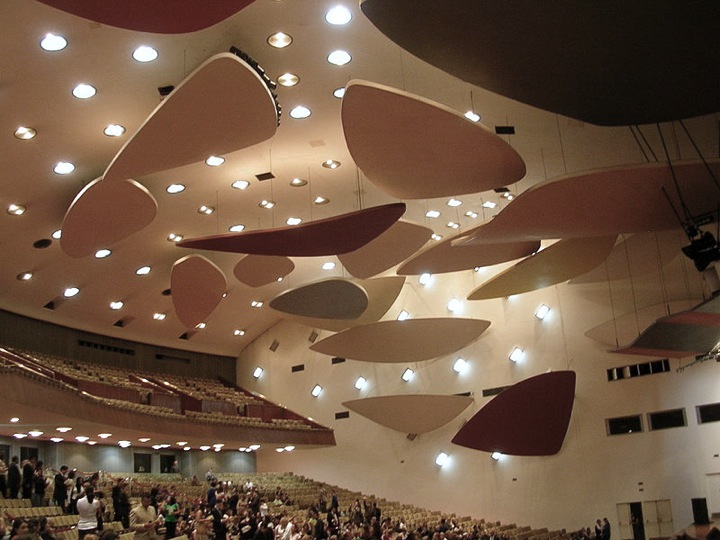
Alexander Calder
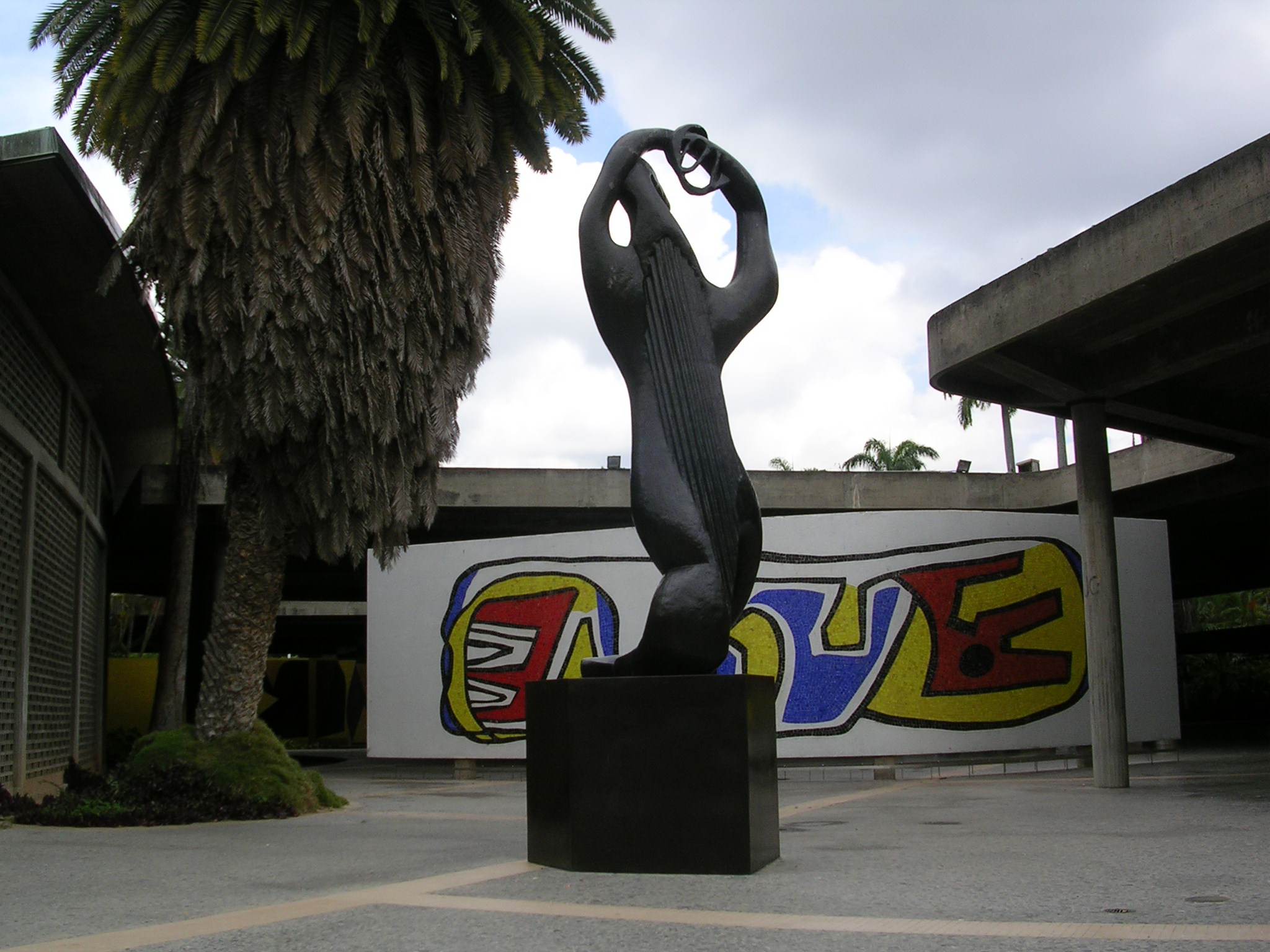
Henri Laurens
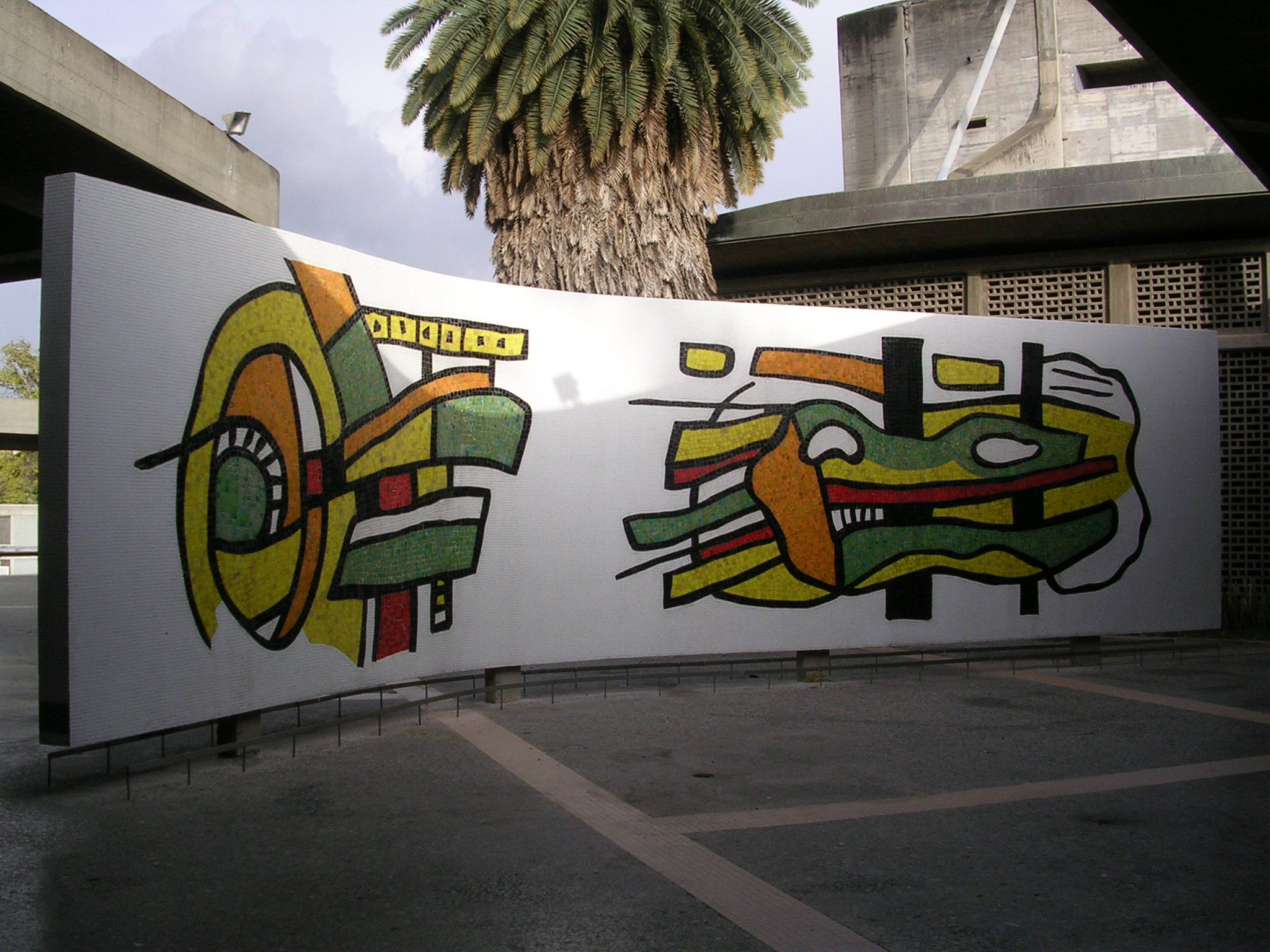
Fernand Léger
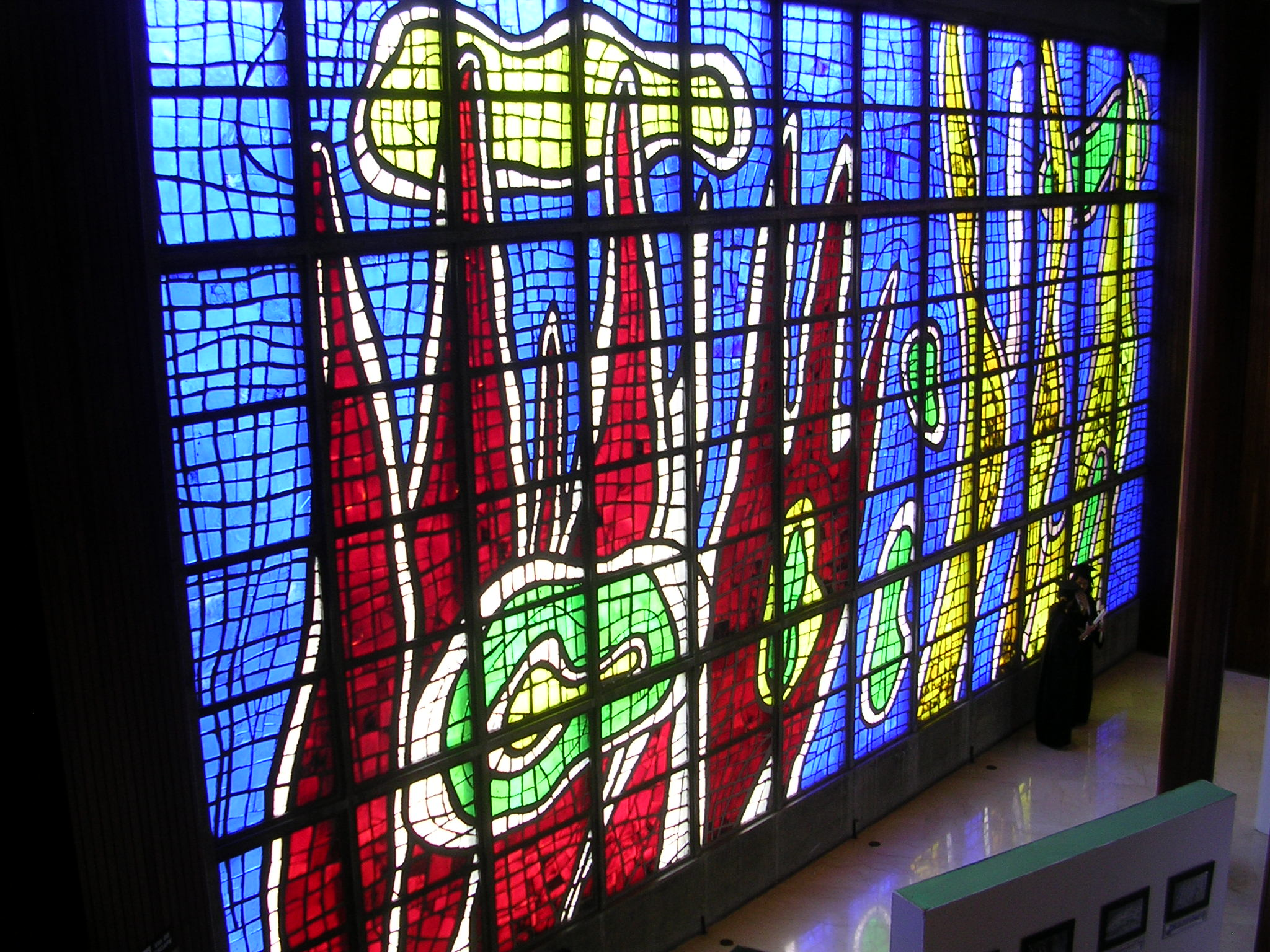
Fernand Léger
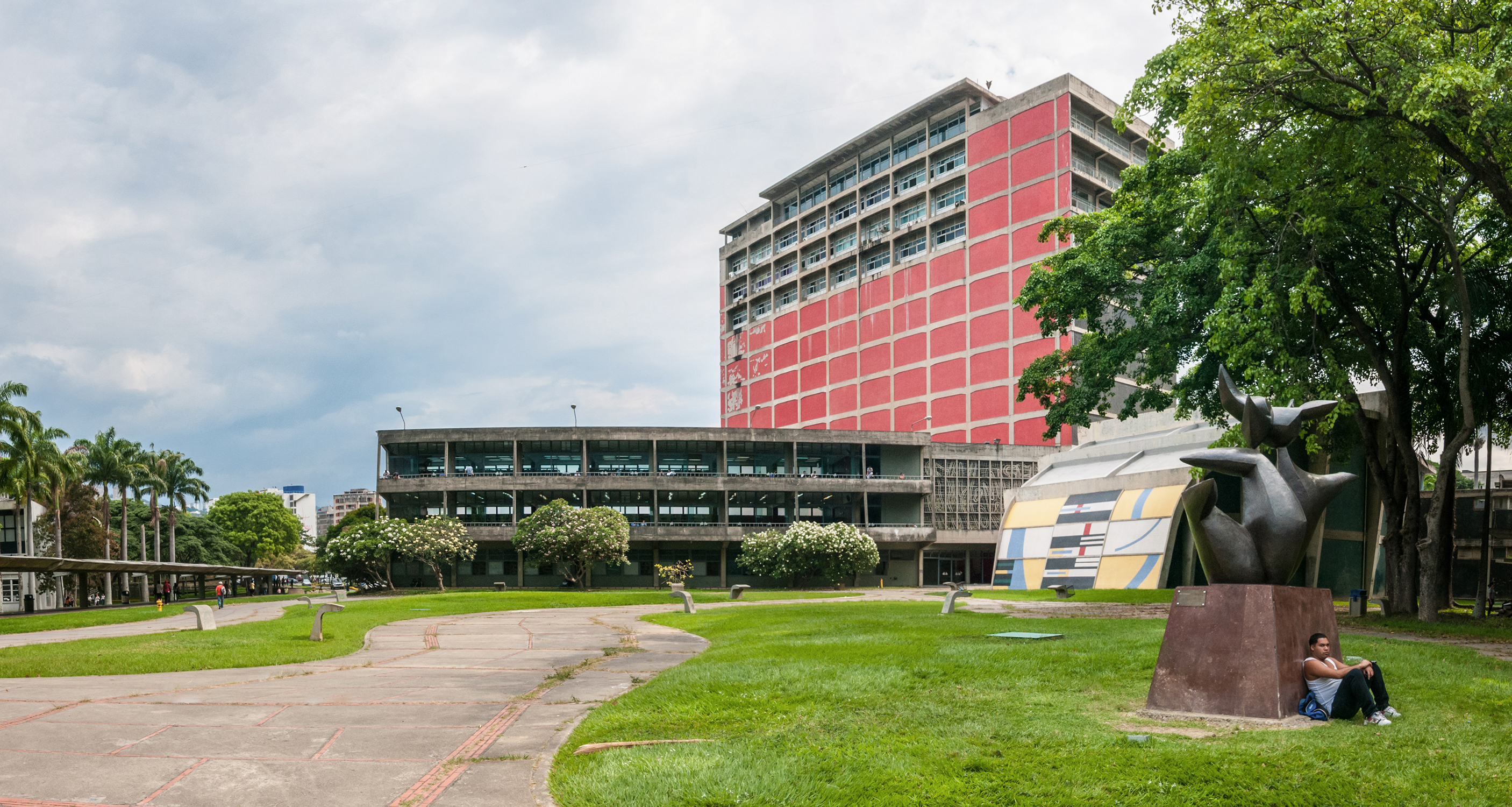
Baltasar Lobo
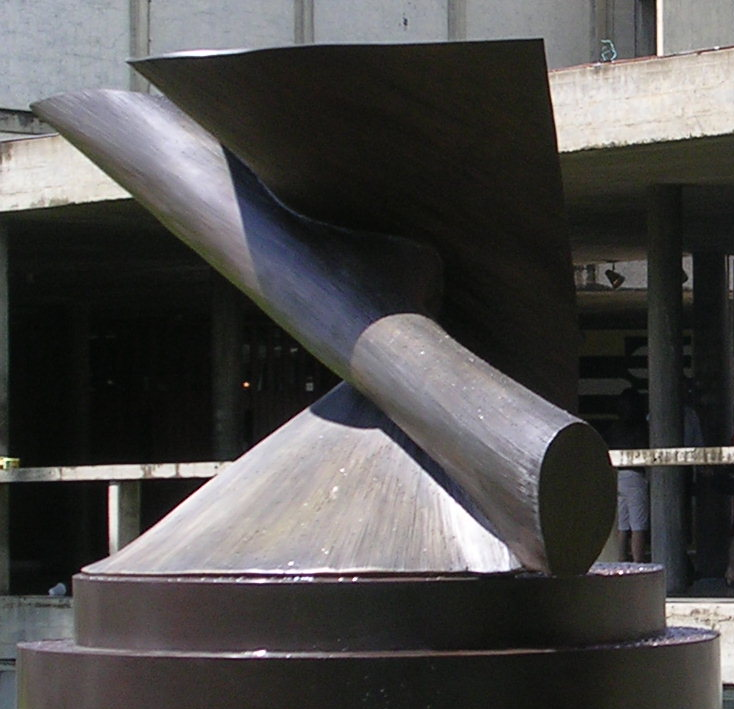
Antoine Pevsner
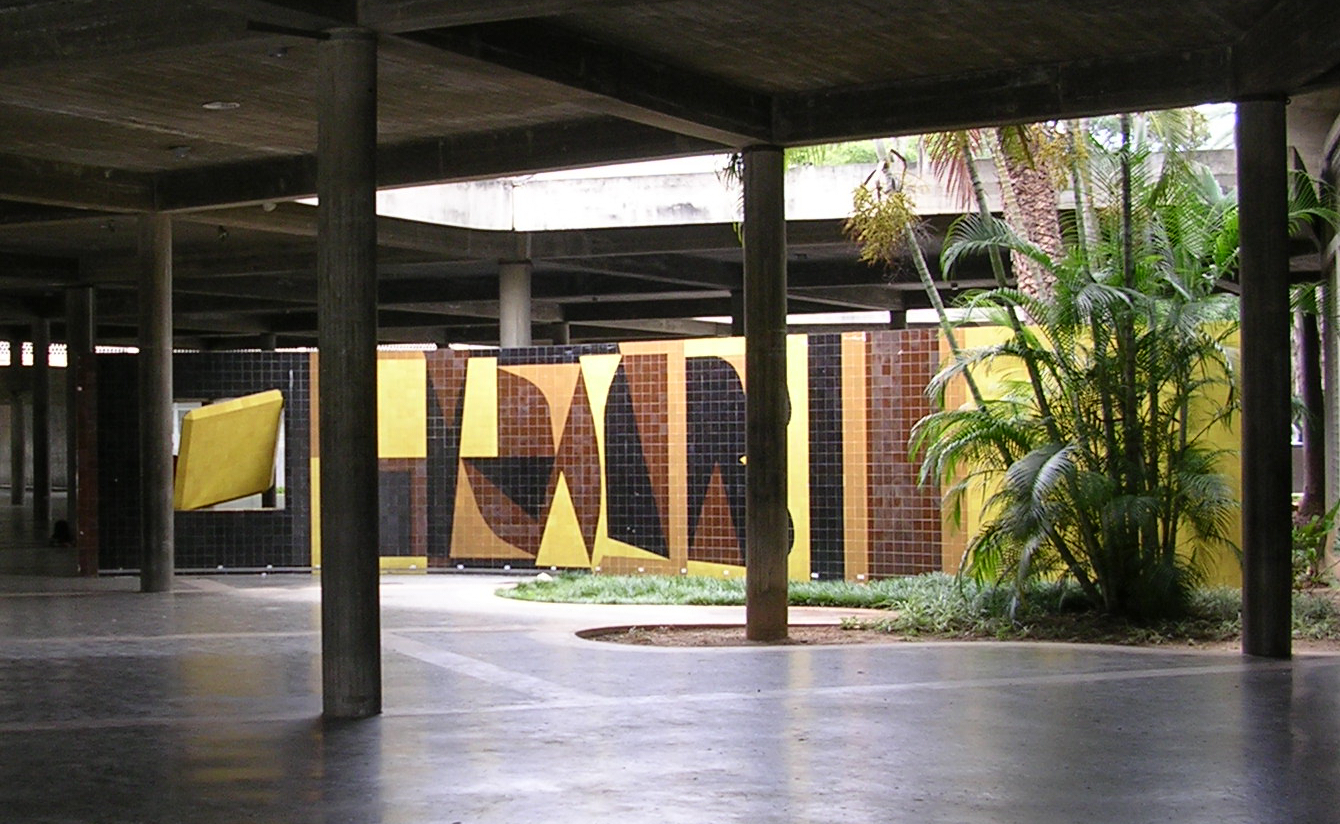
Victor Vasarely
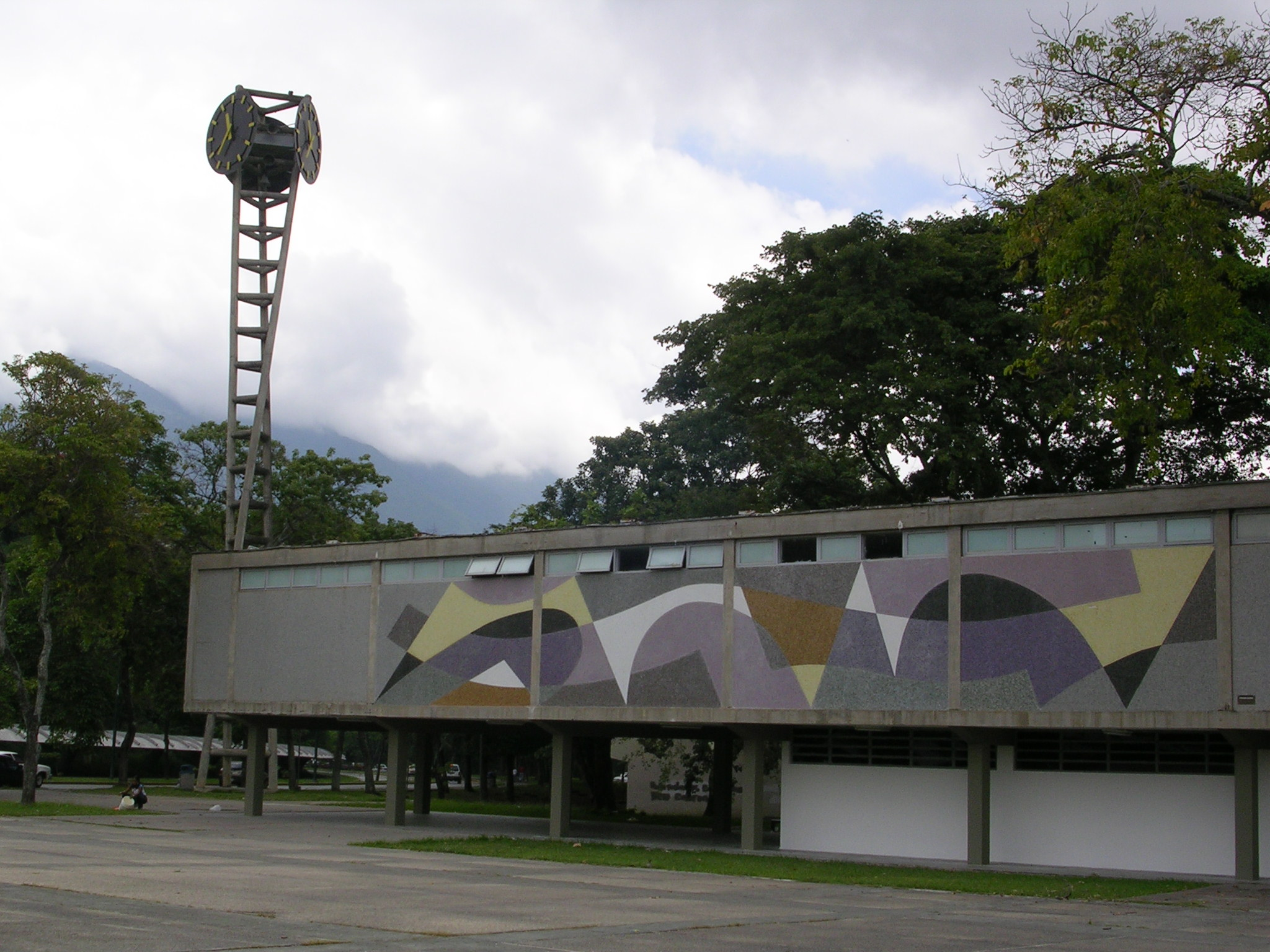
Armando Barrios
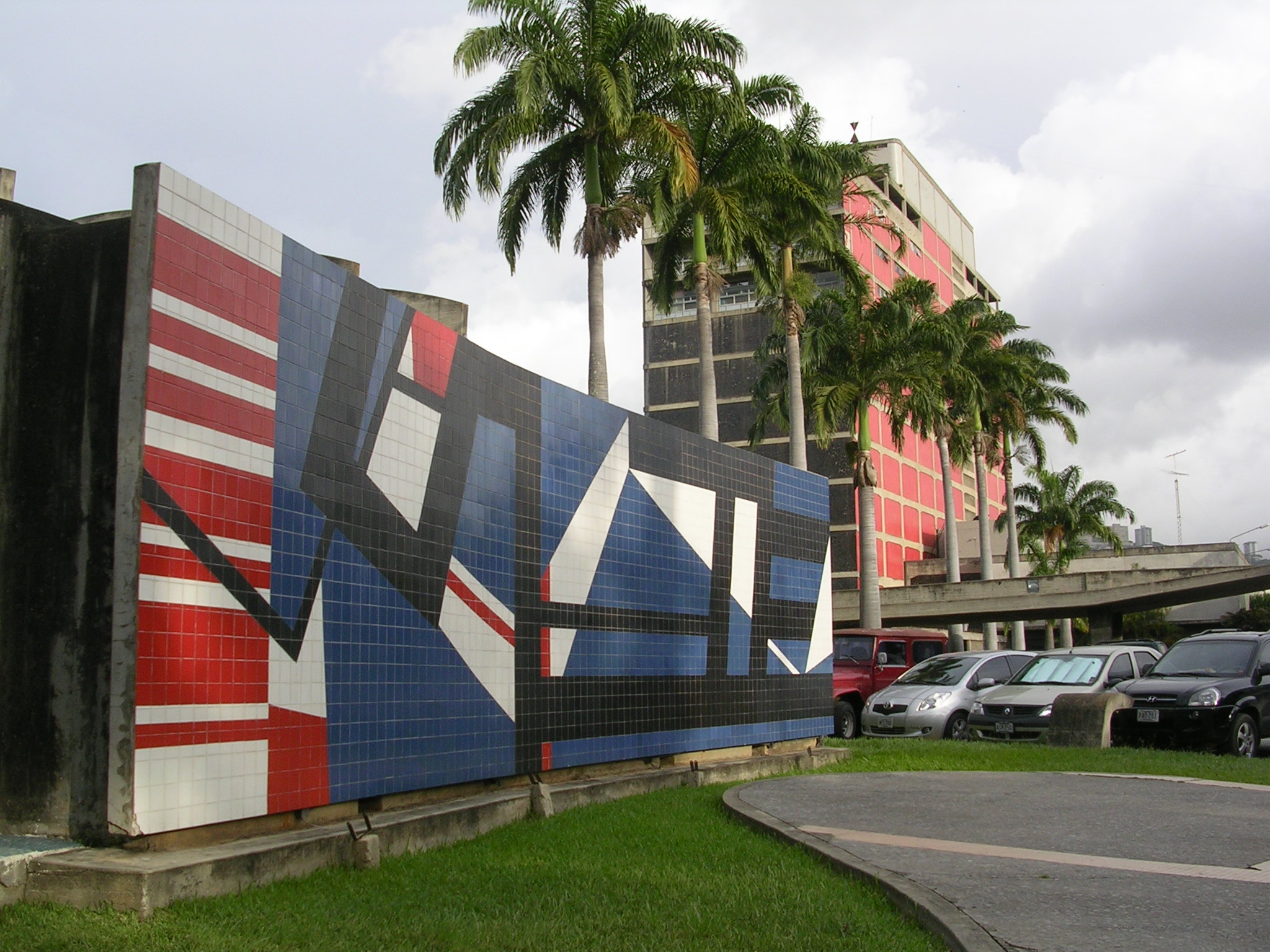
Mateo Manaure
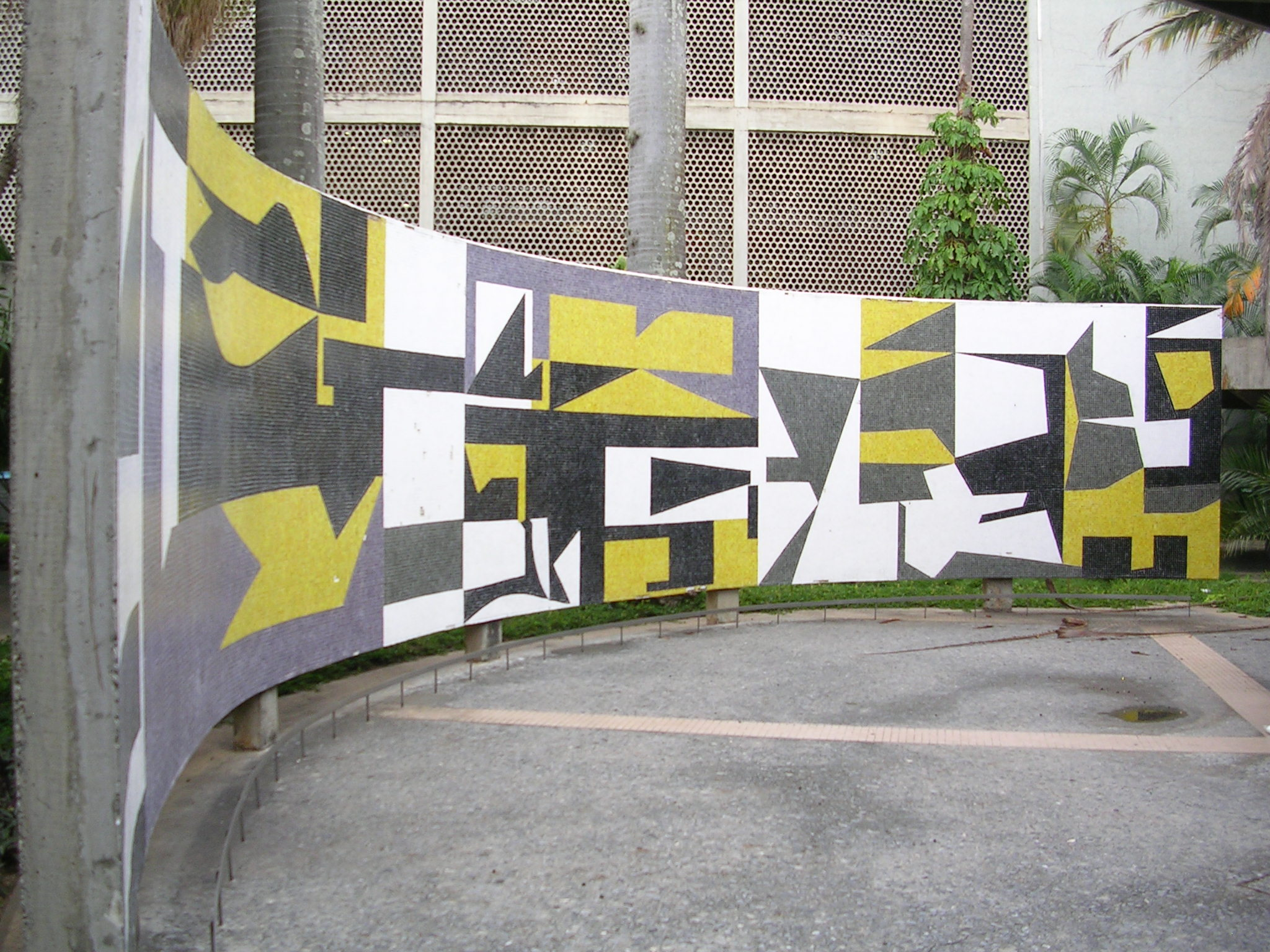
Pascual Navarro
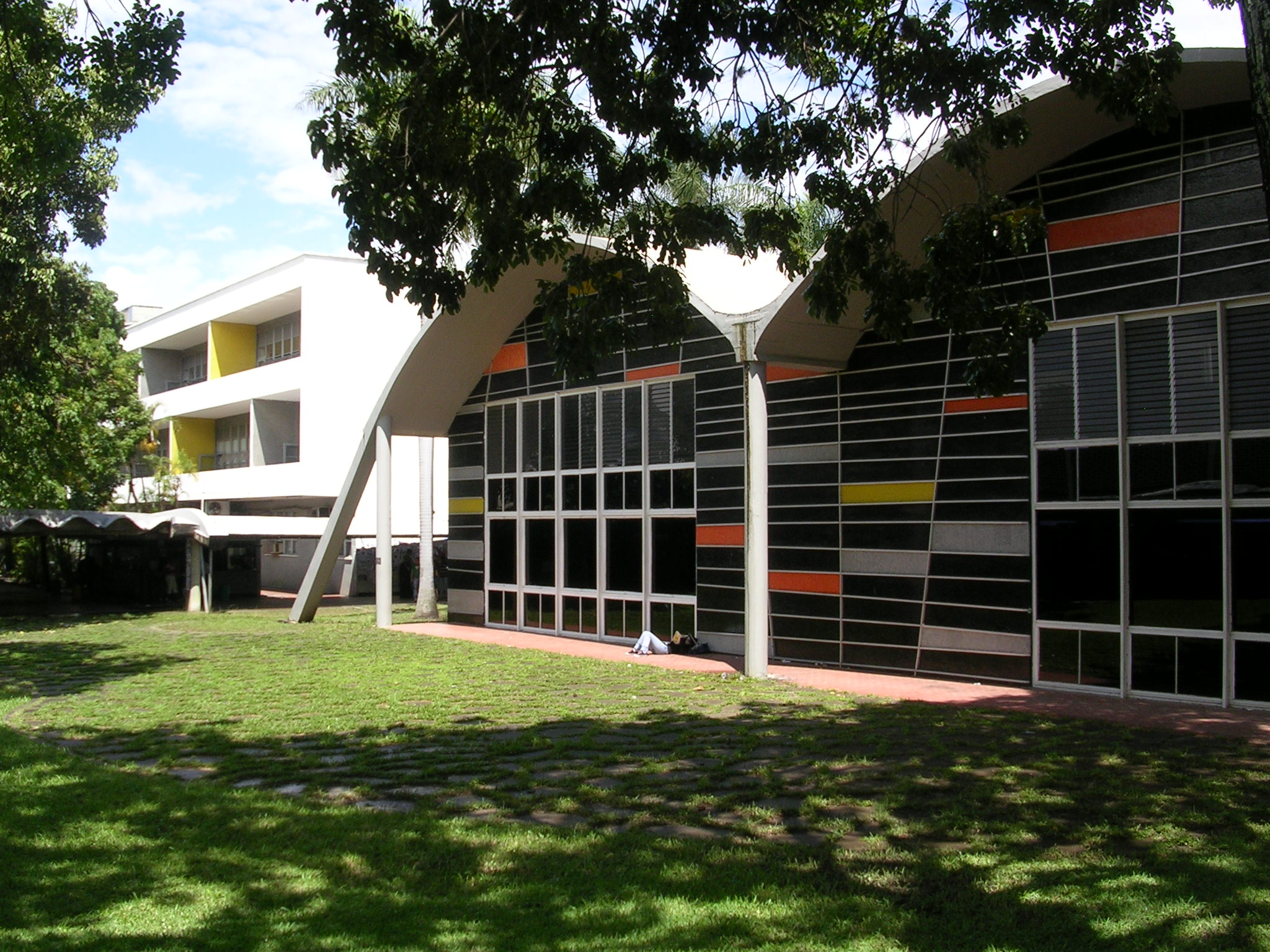
Alejandro Otero
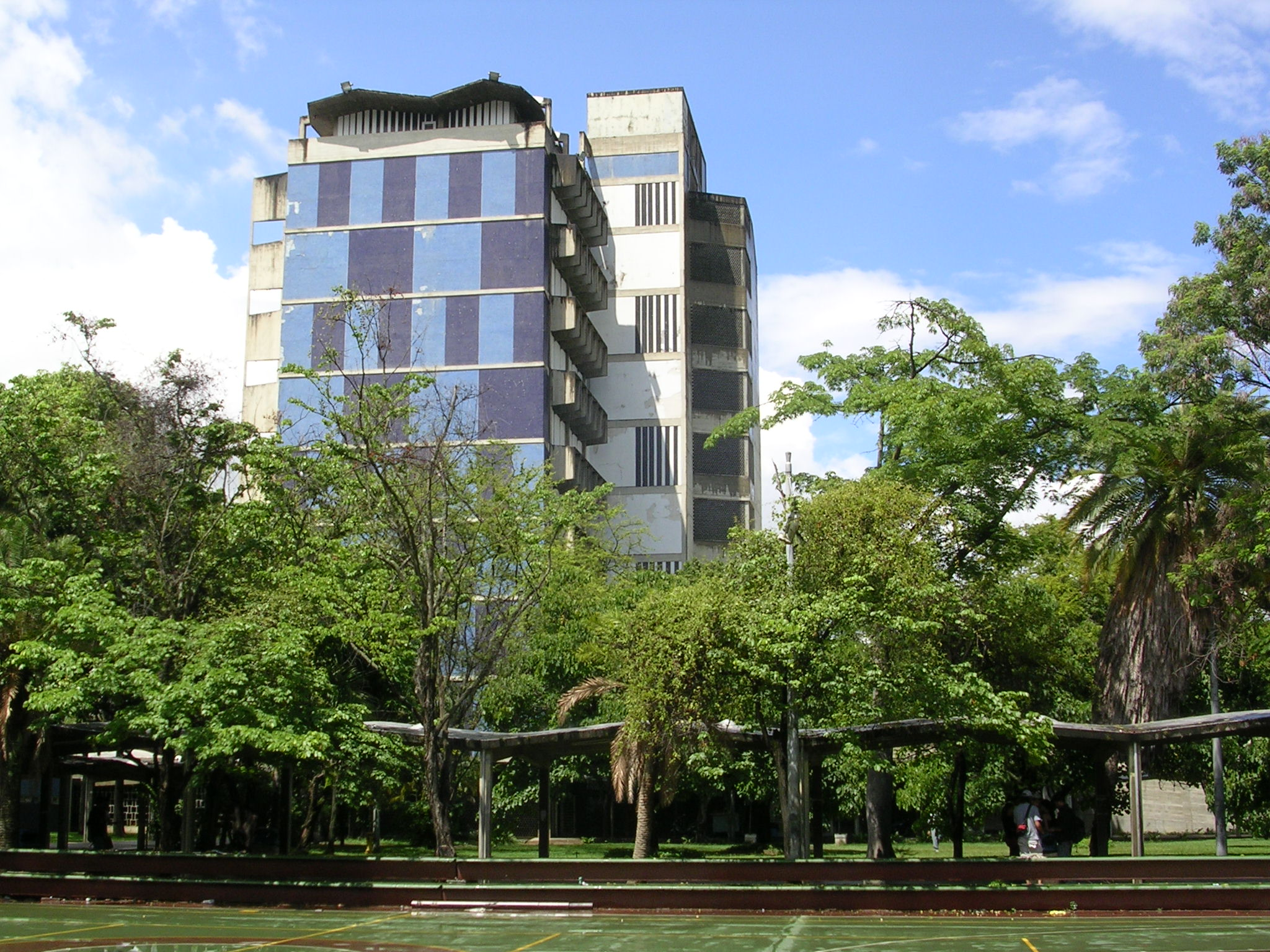
Alejandro Otero
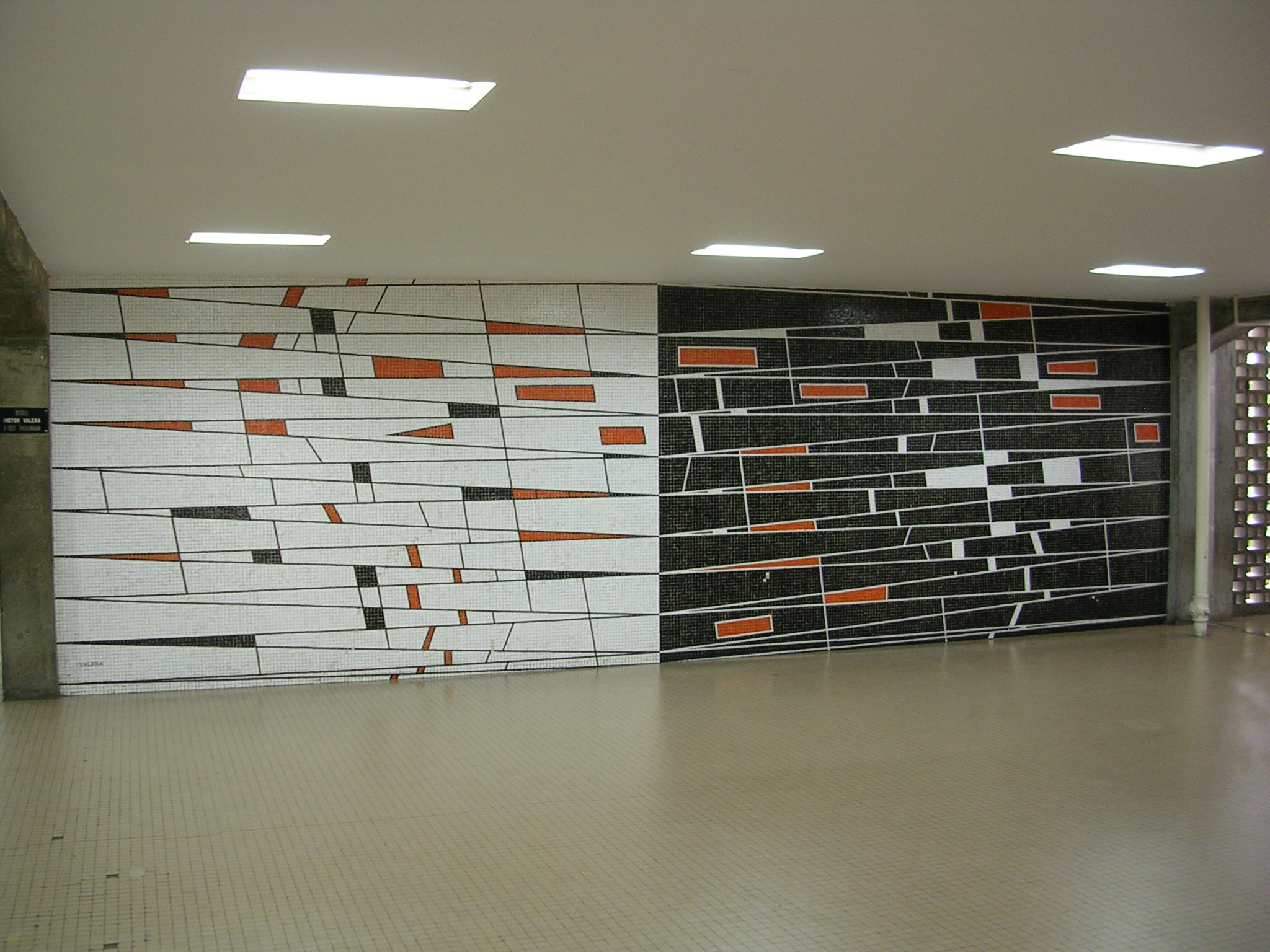
Víctor Valera
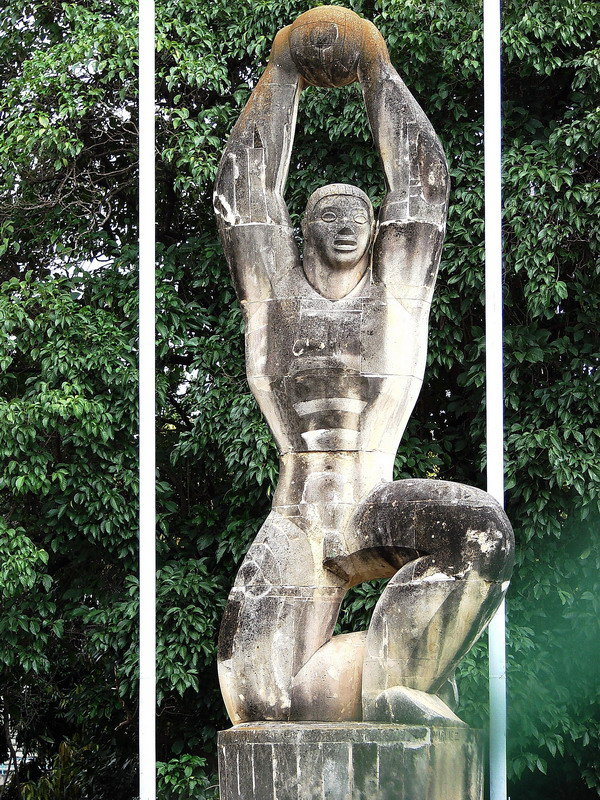
Francisco Narváez